# Brendan Smith
Brendan Smith, född 8 februari 1989 i Etobicoke, Ontario, är en kanadensisk professionell ishockeyback som spelar för New Jersey Devils i NHL.
Han har tidigare spelat på NHL-nivå för Carolina Hurricanes, New York Rangers och Detroit Red Wings och på lägre nivåer för Grand Rapids Griffins och Hartford Wolf Pack i American Hockey League (AHL) och Wisconsin Badgers (University of Wisconsin–Madison) i National Collegiate Athletic Association (NCAA).
Smith valdes av Detroit Red Wings som 27:e spelare totalt i 2007 års NHL-draft.
Han är äldre bror till ishockeyspelaren Reilly Smith som spelar för Florida Panthers i NHL.

## Statistik
| 2004–2005   | Toronto Marlboros     | GTHL        | 66  | 22 | 63 | 85 | 120 | —  | — | —  | —  | —  |
| 2005–2006   | St. Michael's Buzzers | OPJHL       | 39  | 5  | 21 | 26 | 55  | 17 | 1 | 5  | 6  | 44 |
| 2006–2007   | St. Michael's Buzzers | OPJHL       | 39  | 12 | 24 | 36 | 90  | 16 | 6 | 14 | 20 | 30 |
| 2007–2008   | Wisconsin Badgers     | NCAA        | 22  | 2  | 10 | 12 | 26  | —  | — | —  | —  | —  |
| 2008–2009   | Wisconsin Badgers     | NCAA        | 31  | 9  | 14 | 23 | 75  | —  | — | —  | —  | —  |
| 2009–2010   | Wisconsin Badgers     | NCAA        | 42  | 15 | 37 | 52 | 76  | —  | — | —  | —  | —  |
| 2010–2011   | Grand Rapids Griffins | AHL         | 63  | 12 | 20 | 32 | 124 | —  | — | —  | —  | —  |
| 2011–2012   | Detroit Red Wings     | NHL         | 14  | 1  | 6  | 7  | 13  | —  | — | —  | —  | —  |
|             | Grand Rapids Griffins | AHL         | 57  | 10 | 24 | 34 | 90  | —  | — | —  | —  | —  |
| 2012–2013   | Detroit Red Wings     | NHL         | 34  | 0  | 8  | 8  | 36  | 14 | 2 | 3  | 5  | 10 |
|             | Grand Rapids Griffins | AHL         | 32  | 5  | 15 | 20 | 49  | —  | — | —  | —  | —  |
| 2013–2014   | Detroit Red Wings     | NHL         | 71  | 5  | 14 | 19 | 68  | 5  | 0 | 0  | 0  | 8  |
| 2014–2015   | Detroit Red Wings     | NHL         | 76  | 4  | 9  | 13 | 68  | 5  | 0 | 0  | 0  | 6  |
| 2015–2016   | Detroit Red Wings     | NHL         | 63  | 3  | 12 | 15 | 62  | 3  | 0 | 1  | 1  | 0  |
| 2016–2017   | Detroit Red Wings     | NHL         | 33  | 2  | 3  | 5  | 34  | —  | — | —  | —  | —  |
|             | New York Rangers      | NHL         | 18  | 1  | 3  | 4  | 29  | 12 | 0 | 4  | 4  | 20 |
| 2017–2018   | New York Rangers      | NHL         | 44  | 1  | 7  | 8  | 69  | —  | — | —  | —  | —  |
|             | Hartford Wolf Pack    | AHL         | 11  | 0  | 2  | 2  | 8   | —  | — | —  | —  | —  |
| 2018–2019   | New York Rangers      | NHL         | 63  | 4  | 9  | 13 | 71  | —  | — | —  | —  | —  |
| NHL totalt  | NHL totalt            | NHL totalt  | 416 | 21 | 71 | 92 | 450 | 39 | 2 | 8  | 10 | 44 |
| AHL totalt  | AHL totalt            | AHL totalt  | 163 | 27 | 61 | 88 | 271 | —  | — | —  | —  | —  |
| NCAA totalt | NCAA totalt           | NCAA totalt | 95  | 26 | 61 | 87 | 177 | —  | — | —  | —  | —  |